# オスカル・ブランドン
オスカル・ブランドン （Oscar Brandon、1971年8月8日 - ）はスリナム出身の男子バドミントン選手。
1966年のアメリカ合衆国のアトランタで行われたアトランタオリンピックにワイルドカード枠でバドミントン競技に出場した。スリナムにおいてバドミントン競技に出場した初めての選手であり、現在も唯一の選手である。1回戦でカナダのジェイミー・ドーソンと戦ったものの、1995年のパンアメリカン競技大会の男子シングルス優勝者を前に15-5、15-4で完敗した。
1998年にはアルゼンチンインターナショナルや、サンパウロカップで優勝を果たし、同年のスリナムスポーツマンオブザイヤーに選ばれている。この年にはダブルスのパートナー、デリック・スチュワートと共に自己最高の男子ダブルスの世界ランクの125位に名を連ねた。